# Life Is Strange
Life Is Strange è un videogioco di tipo avventura grafica a episodi sviluppata da Dontnod Entertainment e pubblicata da Square Enix per PlayStation 3, Xbox 360, PlayStation 4, Xbox One, Microsoft Windows, macOS, Linux, Nintendo Switch, iOS, Android e primo capitolo dell'omonima serie. Il gioco si divide in cinque episodi pubblicati nell'arco del 2015, il primo dei quali è stato reso disponibile il 30 gennaio 2015. La storia ruota attorno a Maxine Caulfield, una ragazza che scopre di possedere l'abilità di riavvolgere il tempo in ogni momento, portando ogni sua scelta a causare un diverso svolgimento degli eventi. Dopo aver previsto l'arrivo di una gigantesca tempesta, Max dovrà utilizzare i suoi poteri per cercare di salvare la sua città. Le azioni del giocatore influenzeranno la storia del gioco, la quale potrà essere riscritta una volta in grado di riavvolgere il tempo. Sono inoltre presenti elementi da videogioco rompicapo quali fetch quest e dialoghi a risposta multipla.
Lo sviluppo di Life Is Strange iniziò nell'aprile 2013. L'idea di svilupparlo in episodi fu dovuta a ragioni creative, finanziarie e di marketing. Gli sviluppatori condussero delle ricerche sull'ambientazione del gioco viaggiando per il Pacifico nord-occidentale per riprodurlo in maniera più realistica, e sovvertirono i noti archetipi durante la fase di creazione dei personaggi. Il feedback ricevuto dai giocatori è stato preso in considerazione per il miglioramento dei vari episodi. Al momento della sua uscita, il gioco è stato generalmente acclamato dalla critica, la quale ha elogiato in particolare lo sviluppo dei personaggi, la meccanica del riavvolgimento del tempo e la scelta di affrontare delle tematiche tabù. Life Is Strange ha ricevuto attenzione anche per la scelta di includere una protagonista femminile nel gioco. Prima di firmare la collaborazione con Square Enix, la Dontnod aveva infatti incontrato diffidenza da parte dei curatori del progetto, i quali avevano tentato di inserire un protagonista maschile al suo posto. Tra i vari riconoscimenti ricevuti, Life Is Strange ha vinto il BAFTA Games Award per "Miglior Storia" e il premio "Giochi di Maggior Impatto" dei The Game Awards. A maggio 2017, il gioco ha venduto oltre tre milioni di copie.
Il 18 maggio 2017 il team di Dontnod Entertainment ha rilasciato un video di ringraziamenti a tutti i fan per aver raggiunto la soglia delle tre milioni di copie vendute. In questa occasione è stata annunciata la produzione di un seguito del gioco, anch'esso ad episodi e noto come Life Is Strange 2, il cui primo episodio è stato pubblicato il 27 settembre 2018. L'11 giugno 2017, in occasione dell'E3 2017, Square Enix ha annunciato ufficialmente un prequel del titolo originale, chiamato Life Is Strange: Before the Storm e sviluppato da Deck Nine Games. Diviso in tre episodi, il gioco è stato distribuito a partire dal 31 agosto 2017. Dontnod Entertainment ha inoltre sviluppato i porting delle versioni iOS ed Android del capitolo originale; la versione per iOS è stata pubblicata il 13 dicembre 2017, mentre la versione per Android è stata resa disponibile dal 18 luglio 2018. Il 25 giugno 2018 è stato pubblicato uno spin-off della serie intitolato Le fantastiche avventure di Captain Spirit.
Il 18 marzo viene annunciato da Square Enix un ulteriore sequel intitolato Life Is Strange: True Colors, previsto per il 10 settembre 2021. Nella stessa occasione è annunciata anche una Life Is Strange Remastered Collection.

## Trama
Maxine Caulfield è una studentessa di 18 anni che frequenta l'Accademia Blackwell nella cittadina immaginaria di Arcadia Bay, nell'Oregon, e possiede un grande interesse per la fotografia.
Max, durante una lezione di fotografia del professor Jefferson, ha la visione di un faro distrutto da una tromba d'aria. Una volta tornata in sé la ragazza si reca in bagno; qui Max, impegnata a fotografare di nascosto una farfalla, assiste all'assassinio di una ragazza per mano di un suo compagno di classe: Nathan Prescott. In uno sforzo improvviso Max riesce a riavvolgere il tempo e viene riportata all'ora di lezione. Sapendo che sta per avvenire un omicidio, la ragazza si affretta ad andare in bagno per salvare la vittima, usando la sua nuova abilità. Max realizza solo in un secondo momento di aver salvato Chloe Price, una sua vecchia amica d'infanzia. Le due, riunite, decidono di andare a fare una passeggiata vicino al faro che Max riconosce essere quello della sua visione. Poco dopo la ragazza viene trasportata nuovamente al momento in cui si sta scatenando la tempesta. Appena rinvenuta, Max rivela a Chloe della sua capacità di riavvolgere il tempo a suo piacimento. Si scopre inoltre che la visione di Max è un evento che sarebbe accaduto a breve.
Il giorno seguente Max scopre che una sua compagna di classe, Kate Marsh, è vittima di bullismo per via di un video virale nel quale bacia diversi studenti a una festa. Max offre il suo aiuto alla ragazza e inizia a sospettare che possa essere stata drogata. Max visita la tavola calda in cui lavora Joyce, la madre di Chloe, e lì incontra l'amica. Le due decidono di sperimentare il potere di Max al nascondiglio segreto di Chloe. Questo affatica Max, facendola svenire e perdere sangue dal naso. Quando Max si riprende, Chloe la riporta all'Accademia Blackwell. Durante le lezioni i ragazzi vengono richiamati al cortile: Kate è sul tetto del dormitorio femminile e vuole suicidarsi. Max ferma il tempo, si reca sul tetto e tenta di fermare Kate. Alla fine Max è decisa a scoprire cosa possa essere successo a Kate e all'amica scomparsa di Chloe: Rachel Amber.
Max e Chloe decidono quindi di indagare partendo dall'ufficio del preside. Dopo aver cercato nei suoi archivi Chloe insiste per andare a fare una nuotata nella piscina della scuola. La sicurezza del campus, ora allarmata, viene a controllare l'attività all'interno e le ragazze tornano a casa di Chloe. Il mattino seguente il patrigno di Chloe, David Madsen, torna a casa e i due si confrontano. Max e Chloe partono verso la tavola calda per entrare di nascosto nella roulotte di Frank Bowers, amico di Rachel. Scoprono che Rachel aveva una relazione con Frank e che aveva mentito a Chloe al riguardo, facendo sì che quest'ultima si sentisse amareggiata e tradita. In ritorno al dormitorio, Max esamina una foto di lei e Chloe da bambine, ma senza preavviso Max viene trasportata al giorno in cui è stata scattata la foto. Con la possibilità di salvare William, il padre di Chloe, dalla morte in un incidente d'auto, nasconde le chiavi della sua macchina e, inavvertitamente, crea una realtà alternativa in cui Chloe è paralizzata su di una sedia a rotelle.
Nella realtà alternativa i genitori di Chloe sono in rosso per le spese mediche della figlia che, nonostante gli sforzi dei genitori, è destinata a morire. Lei chiede a Max di lasciarla morire di overdose con della morfina, facendo sì che la giornata con lei fosse la sua ultima memoria. Max trova la foto che le ha permesso di salvare William e la usa per tornare alla realtà precedente e riportare Chloe in salute.
Max e Chloe continuano la loro indagine ottenendo indizi che le portano a un fienile dismesso di proprietà della famiglia Prescott: qui le due trovano un bunker sotterraneo contenente foto di Kate e Rachel legate e intossicate. Rachel viene vista in una foto morta e sepolta sotto il nascondiglio segreto di Chloe. Le ragazze corrono alla discarica e trovano il corpo di Rachel. Max segue Chloe alla ricerca di Nathan Prescott, che sospettano sia l'autore del delitto. Chloe riceve un messaggio da Nathan che minaccia di distruggere le prove. Le due tornano quindi alla discarica e subiscono l'imboscata del professor Jefferson, che anestetizza Max e uccide Chloe, sparandole in testa.
Max si risveglia nella camera oscura, legata a una sedia; attraverso una foto scattata da lei in classe il giorno del primo incubo riesce a tornare indietro nel tempo, far arrestare il professor Jefferson e Nathan da David e anche a volare a San Francisco vincendo un concorso fotografico. Convinta di essere riuscita a risolvere tutto, Max viene colta di sorpresa da altri sanguinamenti dal naso e, successivamente, da una chiamata di Chloe: il tornado della visione di Max si stava abbattendo su Arcadia Bay e Chloe sarebbe morta. Quindi Max torna nuovamente indietro, al momento in cui è stata scattata la foto che le ha fatto vincere il concorso e che successivamente avrebbe strappato così da non poter vincere nuovamente. A questo punto si ritrova nuovamente nella camera oscura con Mark Jefferson che sta per mandarla in overdose, ma David arriva giusto in tempo per salvarla.
Nella nuova realtà, il professore aveva distrutto tutte le foto di Max, quindi quest'ultima si reca dall'amico Warren Graham, ricordandosi che aveva scattato una foto la sera prima. Max racconta a Chloe tutti gli universi paralleli che ha dovuto vivere, compreso quello in cui l'amica era sulla sedia a rotelle, e riesce a convincerla a denunciare il professor Jefferson e Nathan e di nascondersi nel faro che sovrasta la città il giorno in cui sarebbe avvenuto l'uragano. Max ritorna dalla foto e scopre che ogni cosa è andata come aveva previsto, tuttavia compreso l'uragano; in seguito cade priva di sensi ritrovandosi in classe alla stessa lezione in cui tutto ebbe inizio. Da qui in avanti rivive i suoi ricordi in modo distopico, affrontando nuovamente tutte le sue avventure nelle varie dimensioni temporali. Max si risveglia al faro tra le braccia di Chloe e entrambe arrivano alla conclusione che la tempesta che si sta abbattendo su Arcadia Bay è stata probabilmente causata da Max salvando Chloe dall'essere uccisa da Nathan all'inizio della settimana e alterando così l'ordine naturale delle cose – il noto effetto farfalla, per cui minime variazioni nelle condizioni iniziali possono produrre grandi variazioni nel comportamento a lungo termine di un sistema.
L'unica soluzione per evitare la tempesta e la distruzione di Arcadia Bay, è ritornare al momento in cui Max usò i suoi poteri per salvare Chloe e lasciarla morire. Chloe passa all'amica la fotografia della farfalla, scattata nel bagno dove sarebbe stata uccisa da Nathan Prescott. Spetta a Max decidere se sacrificare Chloe o Arcadia Bay e i suoi abitanti.

## Modalità di gioco
Life Is Strange è un'avventura grafica con una visuale in terza persona. L'introduzione della possibilità di riavvolgere il tempo permette al giocatore di tornare indietro e fare qualsiasi azione diversa da quella prima fatta in determinati checkpoint narrativi. La struttura offre anche un sistema di polarità: le scelte fatte modificano e influenzano la storia attraverso conseguenze a breve o lungo termine. Il direttore creativo Jean-Maxime Moris ha aggiunto, tuttavia, che «per ognuna delle scelte che farete non c'è una risposta definitiva. Qualcosa di buono nel breve termine potrebbe rivelarsi peggio dopo». Anche le scene di dialogo possono essere riavvolte, scegliendo una diversa opzione di risposta. Una volta che un evento viene ripristinato i dati forniti in precedenza possono essere utilizzati anche nel futuro: ad esempio oggetti trovati in un futuro saranno conservati dopo aver riavvolto il tempo. Il giocatore può anche esaminare e interagire con oggetti indicati da un'icona, che permettono di risolvere dei puzzle. Sono presenti diversi Easter egg in tutti i livelli per incoraggiare l'esplorazione.

## Personaggi
L'unico personaggio giocabile e protagonista del gioco è Maxine Caulfield (interpretata da Hannah Telle), detta "Max", una studentessa amante della fotografia originaria di Arcadia Bay, in Oregon, che scopre di avere il potere di riavvolgere il tempo. La sua migliore amica e co-protagonista del gioco, Chloe Price (interpretata da Ashly Burch), viene salvata da morte certa all'inizio della storia grazie ai poteri di Max, cosa unirà le vite delle due amiche indissolubilmente.
Raoul Barbet, co-direttore del gioco, ha spiegato come ogni personaggio sia stato scritto seguendo inizialmente degli archetipi e poi aggiungendo maggior spessore alla sua figura: «Amo quei tipi di personaggi che non sono facili da comprendere, e con cui devi passare più tempo insieme e discutere per un po' per apprendere più cose su di loro». Il co-direttore Michel Koch e il produttore Luc Baghadoust hanno detto che molta attenzione è stata posta anche sul responso dei giocatori, leggendone le varie opinioni sui forum dopo la pubblicazione di ogni episodio, e decidendo di volta in volta di dare maggiore spazio, negli episodi successivi, ai personaggi più amati dal pubblico.
La critica ha accolto positivamente il cast di Life Is Strange e lo sviluppo dei personaggi. Peter Paras di Game Revolution ha lodato in particolare lo sviluppo di Chloe Price, che «dà il meglio di sé come personaggio completo». La critica ha apprezzato il rapporto tra i due personaggi principali e il modo in cui viene rappresentato fino alla fine dell'avventura, la quale rappresenta inoltre una degna conclusione alla storia di Max Caulfield e al suo percorso verso l'età adulta.

## Episodi
| Titolo originale | Titolo italiano             | Sceneggiatura                   | Pubblicazione originale (PC, PS4, PS3, XOne, X360) | Accoglienza                            | Accoglienza                            |
| Titolo originale | Titolo italiano             | Sceneggiatura                   | Pubblicazione originale (PC, PS4, PS3, XOne, X360) | Metacritic                             | GameRankings                           |
| --- | --------------------------- | ------------------------------- | -------------------------------------------------- | -------------------------------------- | -------------------------------------- |
| |                             |                                 |                                                    |                                        |                                        |
| Episode 1: Chrysalis | Episodio 1: Crisalide       | Christian Divine, Jean-Luc Cano | 30 gennaio 2015                                    | (PC) 77/100 (PS4) 75/100 (XOne) 77/100 | (PC) 78,07% (PS4) 77,76% (XOne) 79,07% |
| Maxine Caulfield scopre la sua abilità di riavvolgere il tempo e salva la sua migliore amica Chloe Price dall'essere uccisa.          |                             |                                 |                                                    |                                        |                                        |
| |                             |                                 |                                                    |                                        |                                        |
| Episode 2: Out of Time | Episodio 2: Fuori dal Tempo | Christian Divine, Jean-Luc Cano | 24 marzo 2015                                      | (PC) 77/100 (PS4) 78/100 (XOne) 73/100 | (PC) 80,29% (PS4) 78,86% (XOne) 71,90% |
| Chloe convince Max a sperimentare i suoi poteri, mentre Max cerca di aiutare Kate Marsh, vittima di bullismo all'Accademia Blackwell. |                             |                                 |                                                    |                                        |                                        |
| |                             |                                 |                                                    |                                        |                                        |
| Episode 3: Chaos Theory | Episodio 3: Teoria del Caos | Christian Divine, Jean-Luc Cano | 19 maggio 2015                                     | (PC) 80/100 (PS4) 81/100 (XOne) 80/100 | (PC) 76,33% (PS4) 80,47% (XOne) 83,00% |
| Max e Chloe esplorano i segreti di Arcadia Bay, e Max si rende infine conto delle conseguenze del suo potere.                         |                             |                                 |                                                    |                                        |                                        |
| |                             |                                 |                                                    |                                        |                                        |
| Episode 4: Dark Room | Episodio 4: Camera Oscura   | Christian Divine, Jean-Luc Cano | 28 luglio 2015                                     | (PC) 76/100 (PS4) 81/100 (XOne) 74/100 | (PC) 80,33% (PS4) 83,29% (XOne) 77,22% |
| La verità sulla sparizione di Rachel Amber viene alla luce non appena Max e Chloe risolvono il mistero della "camera oscura".         |                             |                                 |                                                    |                                        |                                        |
| |                             |                                 |                                                    |                                        |                                        |
| Episode 5: Polarized | Episodio 5: Polarizzata     | Christian Divine, Jean-Luc Cano | 20 ottobre 2015                                    | (PC) 83/100 (PS4) 81/100 (XOne) 80/100 | (PC) 80,29% (PS4) 83,46% (XOne) 80,00% |
| Max sarà costretta a compiere delle scelte importanti per salvare se stessa e Arcadia Bay dall'imminente arrivo della tempesta.       |                             |                                 |                                                    |                                        |                                        |

## Sviluppo

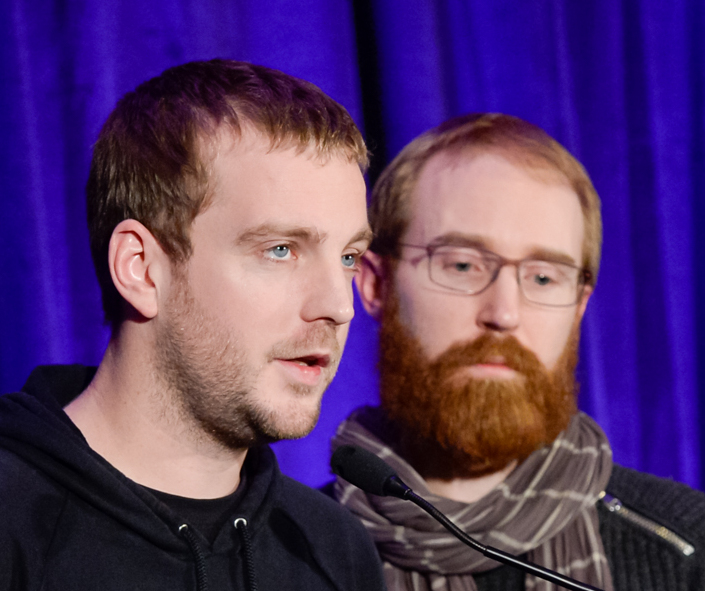
I co-direttori del gioco Raoul Barbet e Michel Koch, durante la Game Developers Conference 2016

I lavori di sviluppo del gioco sono iniziati nell'aprile del 2013. Originariamente chiamato What If (in italiano E se), il nome Life Is Strange nacque dall'idea della meccanica del gioco, che già era stata sperimentata dagli sviluppatori nel loro ultimo gioco Remember Me. Il personaggio principale, Max, fu creato con un supplemento per resistere al meccanismo di riavvolgere il tempo. Il formato episodico fu scelto dallo studio sia per ragioni creative sia per restrizioni economiche, permettendo loro di sviluppare la storia senza costrizioni di tempo. Fin dall'inizio fu deciso che la maggior parte del budget sarebbe stato speso per la scrittura dei copioni e per il doppiaggio. Avendo evidenziato la storia e lo sviluppo dei personaggi invece che la tradizionale meccanica dei puzzle dei punta e clicca, come detto dalla Dontnod Entertainment, «le scelte e le conseguenze giocano un ruolo chiave sullo sviluppo narrativo della storia».
Il cofondatore della Dontnod, Jean-Maxime Moris, disse sull'ambientazione e lo stile artistico che «Il Pacifico del Nord-ovest era il posto perfetto dove ambientare il gioco e, nel processo di sviluppo, fu la prima cosa che scegliemmo. Questo è perché volevamo dare al gioco un sentimento di nostalgia e di autunno e in termini di colore... per me è davvero uno di quei posti che porta quel sentimento di nostalgia, positivamente intendo. Questo senso di guardare dentro se stessi». Il team di sviluppo visitò la regione, fece fotografie, lesse i giornali locali e consultò Google Street View per far sì che l'ambientazione fosse veramente realistica. Per preservare il realismo, gli elementi soprannaturali che appaiono nella storia sono creati come una metafora per il conflitto interno dei personaggi. Le texture viste nel gioco sono completamente dipinte a mano, per far sì che si conservasse ciò che il direttore artistico Michel Koch chiamò «interpretazione impressionistica». Moris sottolineò che «Noi non stiamo solo producendo il miglior gioco che possiamo, stiamo anche sentendo di poter fornire il tipo di esperienza che si adatta perfettamente al gusto d'innovazione di oggi in originalità e diversità».
Nonostante Life Is Strange abbia sostanziali differenze dal titolo originario scelto dalla Dontnod, Moris sostenne che conservasse lo stesso i temi di memoria e identità, e specificò che «Se Remember Me era uno sguardo digitale all'identità umana, Life is Strange è uno sguardo analogico». Usando come motore grafico l'Unreal Engine 4, il gioco fa uso di strumenti e speciali effetti come la luce e la profondità di campo già visti in Remember Me ma notevolmente migliorati. Effetti visivi come la modificazione di immagini, l'esposizione multipla la sovrapposizione del sistema particellare sono usati come un approccio artistico da mostrarsi quando il personaggio principale riavvolge il tempo. Tutti gli episodi sono riferiti allo stesso tempo, permettendo loro di regolare gli elementi in base ai feedback del giocatore, con influenze di The Walking Dead, Gone Home e Heavy Rain. Il giovane Holden è stata un'ulteriore sorgente di ispirazione, il protagonista del quale condivide il cognome con il personaggio principale del gioco. I personaggi sono stati creati usando i classici archetipi: all'inizio per stabilire una sorta di presentazione con i giocatori, poi per sovvertirli.
Life Is Strange è il secondo titolo della Dontnod che ha una protagonista femminile. Fu annunciato in un developer diary che, come con il primo progetto, attirò l'attenzione degli editori che chiedevano però un protagonista maschile. Moris rese nota la questione sostenendo che il problema del sesso fosse «un buon argomento su cui discutere», ma sottolineò il fatto che «non pretendiamo di indirizzare il problema o usare il problema per stare fuori dal resto. Stiamo solo realizzando il gioco che volevamo realizzare e i personaggi che sono adatti alla storia; in questo caso con due personaggi femminili». Durante un Reddit AMA, il co-direttore del gioco, Michel Koch, disse: «Ad essere onesti noi... davvero non riteniamo che il sesso del personaggio principale sia rilevante quando si crea una buona storia.»
La colonna sonora è composta da Jonathan Morali del gruppo musicale Syd Matters. Ispirata dalla moderna musica indie folk, la colonna sonora vuole rendere noto l'umore del gioco e «permeare attraverso ogni singolo strato di storia, arte e suono». La musica contiene un miscuglio di tracce autorizzate e pezzi composti, considerati da Moris come «il 50% dell'esperienza». Compaiono inoltre artisti come José González, Mogwai, Breton, Foals, Amanda Palmer, Brian Viglione, Bright Eyes, Message to Bears, Local Natives, Syd Matters, Sparklehorse, Angus & Julia Stone, alt-J e Mud Flow.

## Colonna sonora
La colonna sonora di Life Is Strange è stata composta da Jonathan Morali, frontman del gruppo musicale francese Syd Matters, ispirandosi alla moderna musica indie folk. Jean-Maxime Moris, co-direttore di Dontnod Entertainment, ha spiegato l'intenzione di trasmettere, attraverso la colonna sonora del gioco, la tipica atmosfera da «Pacifico nord-occidentale in autunno», nel tentativo di farla «permeare attraverso ogni singolo strato di storia, arte e suono». La colonna sonora di Life Is Strange contiene in gran parte delle tracce comprate su licenza e alcuni brani originali composti appositamente per il gioco da Morali, considerati da Moris come «il 50% dell'esperienza». Tra le tracce inserite compaiono artisti come José González, Mogwai, Breton, Foals, Amanda Palmer, Brian Viglione, Bright Eyes, Message to Bears, Local Natives, Syd Matters, Sparklehorse, Angus & Julia Stone, alt-J e Mud Flow. Il gioco è stato premiato ai NAVGTR 2016 nella categoria "Canzone, originale o adattata" per il brano dei Syd Matters To All of You, ascoltabile durante le prime fasi di gioco di "Episodio 1: Crisalide".

### Album
La colonna sonora di Life Is Strange è stata pubblicata in formato CD con il nome Life Is Strange Soundtrack come parte del contenuto della Limited Edition del gioco, distribuita in Nord America il 19 gennaio 2016 e in Europa il 22 gennaio 2016 per Microsoft Windows, PlayStation 4 e Xbox One. La compilation è composta da quattordici brani appartenenti a vari artisti e da otto tracce originali composte da Jonathan Morali:
1. To All of You – 4:45 (Syd Matters) – tratta da Someday We Will Foresee Obstacles (2005)
2. Crosses – 2:44 (José González) – tratta da Veneer (2003)
3. Santa Monica Dream – 5:31 (Angus & Julia Stone) – tratta da Down the Way (2010)
4. Piano Fire – 2:45 (Sparklehorse) – tratta da It's a Wonderful Life (2001)
5. Something Good – 3:40 (alt-J) – tratta da An Awesome Wave (2012)
6. Mt. Washington – 3:18 (Local Natives) – tratta da Hummingbird (2013)
7. Lua – 4:30 (Bright Eyes) – tratta da I'm Wide Awake, It's Morning (2005)
8. Kids Will Be Skeletons – 5:30 (Mogwai) – tratta da Happy Songs for Happy People (2003)
9. In My Mind (feat. Brian Viglione) – 4:16 (Amanda Palmer) – tratta da Amanda Palmer Goes Down Under (2011)
10. Mountains – 3:54 (Message to Bears) – tratta da Folding Leaves (2012)
11. Got Well Soon – 4:52 (Breton) – tratta da War Room Stories (2014)
12. The Sense of Me – 2:35 (Mud Flow) – tratta da A Life on Standby (2004)
13. Spanish Sahara – 6:50 (Foals) – tratta da Total Life Forever (2010)
14. Obstacles – 3:31 (Syd Matters) – tratta da Someday We Will Foresee Obstacles (2005)
15. Golden Hour – 2:41 (Jonathan Morali) – brano originale
16. The Storm – 1:47 (Jonathan Morali) – brano originale
17. Blackwell Academy – 3:02 (Jonathan Morali) – brano originale
18. Kate – 1:38 (Jonathan Morali) – brano originale
19. Timeless – 1:55 (Jonathan Morali) – brano originale
20. Timelines – 3:21 (Jonathan Morali) – brano originale
21. Night Walk – 2:35 (Jonathan Morali) – brano originale
22. Max & Chloe – 3:25 (Jonathan Morali) – brano originale

## Distribuzione

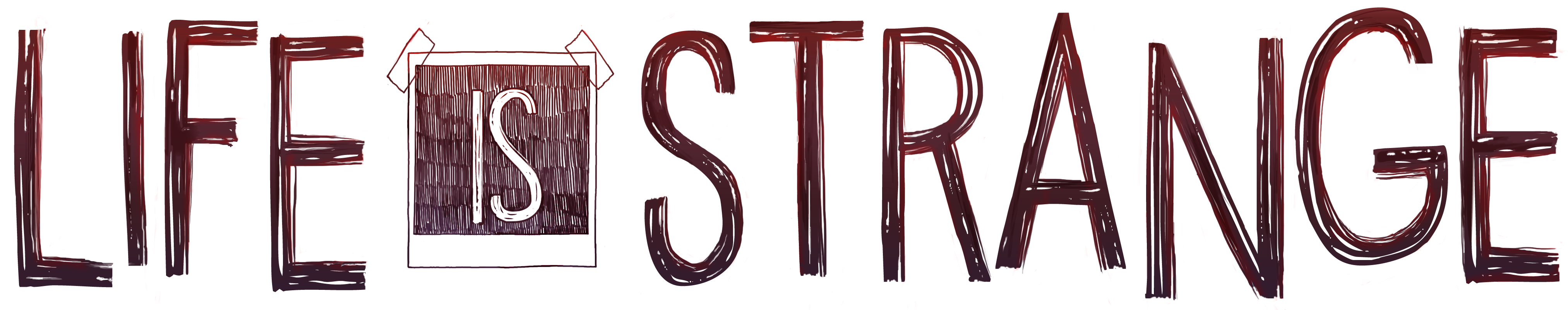
Logo del gioco

Square Enix annunciò Life Is Strange l'11 agosto 2014 insieme agli sviluppatori della Dontnod Entertainment. Nel novembre del 2014, gli editori dissero di essere interessati alla versione retail del gioco, ma aggiunsero che in quel momento «siamo correntemente concentrati al 100 per cento sull'uscita della versione in formato digitale». La data di pubblicazione di Episodio 1 fu annunciata il mese dopo e sarebbe stata il 30 gennaio 2015. Il 26 febbraio 2015, Destructoid annunciò che Episodio 2 avrebbe ritardato e che non sarebbe uscito, come pianificato, il 13 marzo 2015. Nonostante ciò, gli sviluppatori dichiararono che sarebbe stato pubblicato «prima della fine di marzo». Agli inizi di marzo Episodio 2 fu completato e fu pubblicato il 24 marzo 2015 durante una sessione di sviluppo agli Eurogamer.
In un'intervista con Eurogamer Dontnod disse di aver abbandonato il piano di pubblicazione precedentemente riportato di sei settimane tra ogni episodio, il quale inizialmente aveva causato dei ritardi. «Stiamo facendo del nostro meglio», disse il co-direttore del gioco, Michel Koch «L'idea è di aumentare il tempo di uscita non al di sopra dei due mesi». Episodio 3 fu annunciato attraverso un trailer con data di pubblicazione stabilita per il 19 maggio 2015 ed Episodio 4, dichiarato il più ambizioso di sempre, fu pubblicato il 28 luglio 2015. Episodio 5, il quinto ed ultimo episodio, è uscito il 20 ottobre 2015.
Una versione del gioco con doppiaggio in lingua giapponese è stata pubblicata il 3 marzo 2016 su PlayStation 4, PlayStation 3 e Microsoft Windows.
Il 12 novembre 2015 Dontnod Entertainment ha annunciato la distribuzione del gioco in versione fisica, avvenuta in Nord America il 19 gennaio 2016 e in Europa il 22 gennaio 2016. La Limited Edition per PC, Xbox One e PlayStation 4, con testi e sottotitoli disponibili anche in tedesco, italiano, spagnolo e portoghese brasiliano (in aggiunta ai sottotitoli in inglese e francese già presenti nel gioco), contiene un artbook di 32 pagine con bozzetti inediti, la colonna sonora di 14 brani più 8 brani originali composti da Jonathan Morali e commenti dei direttori.

## Accoglienza

### Vendite
Il primo episodio si è classificato al quinto posto tra i videogiochi più venduti su PlayStation 3 e PlayStation 4 del mese di febbraio 2015. Life Is Strange ha raggiunto un milione di vendite nel luglio 2015, accumulando oltre 1,2 milioni di giocatori in tutto il mondo. Nel Regno Unito l'edizione retail si è piazzata al settimo posto nella top ten di giochi venduti per la settimana che terminò il 23 gennaio 2016. Life Is Strange è stato uno dei 100 giochi più venduti su Steam nel 2016. Nel maggio del 2017, sono state vendute più di tre milioni di copie.

### Critica
| Testata           | Versione | Giudizio |
| ----------------- | -------- | -------- |
| IGN               | PS4      | 9/10     |
| PC Gamer          | PC       | 77/100   |
| Hardcore Gamer    | PS4      | 4,5/5    |
| EGM               | PS4      | 9,5/10   |
| GamesRadar+       | PS4      | 4/5      |
| Gaming Age        | PS4      | A–       |
| GamingTrend       | PS4      | 95/100   |
| Gameplanet        | PS4      | 7,5/10   |
| Metro GameCentral | PS4      | 8/10     |
| Famitsū           | PS3/PS4  | 34/40    |
| LevelUp           | PC       | 8/10     |
| Softpedia         | XOne     | 8,5/10   |

Life Is Strange ha ricevuto recensioni generalmente positive, con un punteggio su Metacritic di 85/100 per le versioni PlayStation 4 e Xbox One. Nonostante siano state riservate delle critiche al lip sync dei personaggi e al loro uso di uno slang ormai datato, ne è stata elogiata la crescita durante il gioco. La critica ha inoltre accolto positivamente la componente dei viaggi nel tempo, suggerendo che dovrebbero esserci più giochi del genere. Eurogamer ha descritto Life Is Strange come «una delle migliori storie interattive di questa generazione» e Hardcore Gamer lo ha definito lo «sleeper hit» del 2015. Life Is Strange ha ricevuto oltre 75 premi e riconoscimenti come "Gioco dell'anno". Nell'aprile 2017, Xbox One UK lo ha inserito al primo posto nella sua lista dei giochi per Xbox One al di sotto dei 20 £. Il game director Yoko Taro ha detto che si tratta di uno dei suoi giochi preferiti per PlayStation 4. Polygon lo ha inserito al settimo posto nella sua classifica dei giochi dell'anno 2015.
Kevin VanOrd di GameSpot ha detto che "Episodio 1: Crisalide" è «uno slice of life coinvolgente che funziona perché le sue situazioni catturano eloquentemente una particolare condizione mentale degli inizi del college», mentre Kimberley Wallace di Game Informer ha definito impressionante il voler affrontare «argomenti che sono solitamente tabù per i videogiochi». Brett Makedonski di Destructoid ha affermato che la caratteristica più forte dell'episodio è l'esplorazione — «di se stesso e del mondo». Mitch Dyer di IGN ha detto che la storia viene sostanzialmente rovinata da una sceneggiatura «ridicola» e da delle «interpretazioni peggiori».
Nei confronti di "Episodio 2: Fuori dal Tempo", Megan Farokhmanesh di Polygon ha inoltre detto che l'enfasi dell'esplorazione di se stesso ha avuto un impatto considerevole sul godimento del gioco. Altri critici hanno definito il finale come «l'apice dell'emozione» che ha dato un senso alle scelte compiute sia nel primo che nel secondo episodio. Mike Williams ha però scritto in USgamer che il ritmo di Episodio 2 si è rivelato «più lento e meno emozionante» rispetto al primo episodio.
Adnan Riaz di Hardcore Gamer ha parlato di "Episodio 3: Teoria del Caos" come di un sensibile miglioramento che ha portato una narrazione «elettrizzante, intensa, affascinante e... allettante», il cui esito dovuto alle scelte compiute in precedenza aggiunge inoltre un senso di realismo. Peter Paras di Game Revolution ha lodato il ritmo dei personaggi e in particolare lo sviluppo di Chloe Price, la quale «dà il meglio di sé come [un] personaggio completo». Nonostante Alexa Ray Corriea di GameSpot abbia ritenuto che le fetch quest (ovvero quelle missioni secondarie in cui il giocatore deve recarsi in un luogo solo per raccogliere un determinato numero di oggetti) interferiscano con la qualità emotiva della storia, secondo Farokhmanesh l'episodio riesce a diventare sempre più interessante fino a culminare in un «cliffhanger sensazionale».
Matt Liebl di GameZone ha detto che "Episodio 4: Camera Oscura" rappresenta «senza dubbio l'episodio più commovente» e che il mistero del personaggio di Rachel Amber ha fatto un «lavoro straordinario tenendoci incollati [al gioco]». Tom Hoggins di The Daily Telegraph ha definito «coraggiosa» la scelta degli sviluppatori di avventurarsi in temi spinosi quali disuguaglianza sociale, cyberbullismo, conflitto parentale e suicidio. La critica ha affermato che la storia soffre di problemi di "atmosfera", causati dai «modi facili» del gioco di far progredire la trama, come l'incoerenza dei personaggi e la volontà di scioccare il giocatore in modo superfluo. Commenti più benevoli sono stati invece rivolti agli enigmi presenti e alle interazioni tra i personaggi.
Secondo la critica, "Episodio 5: Polarizzata", l'episodio finale, rappresenta una «conclusione appropriata» alla storia di Max Caulfield e al suo percorso verso l'età adulta, e il rapporto tra le due protagoniste è stato condotto con successo fino alla fine. Una sequenza stealth presente nell'episodio è stata definita «tediosa» e «fuori posto», mentre sono stati prediletti altri aspetti della storia. Il parere dei critici si è invece diviso sul finale del gioco.

## Riconoscimenti

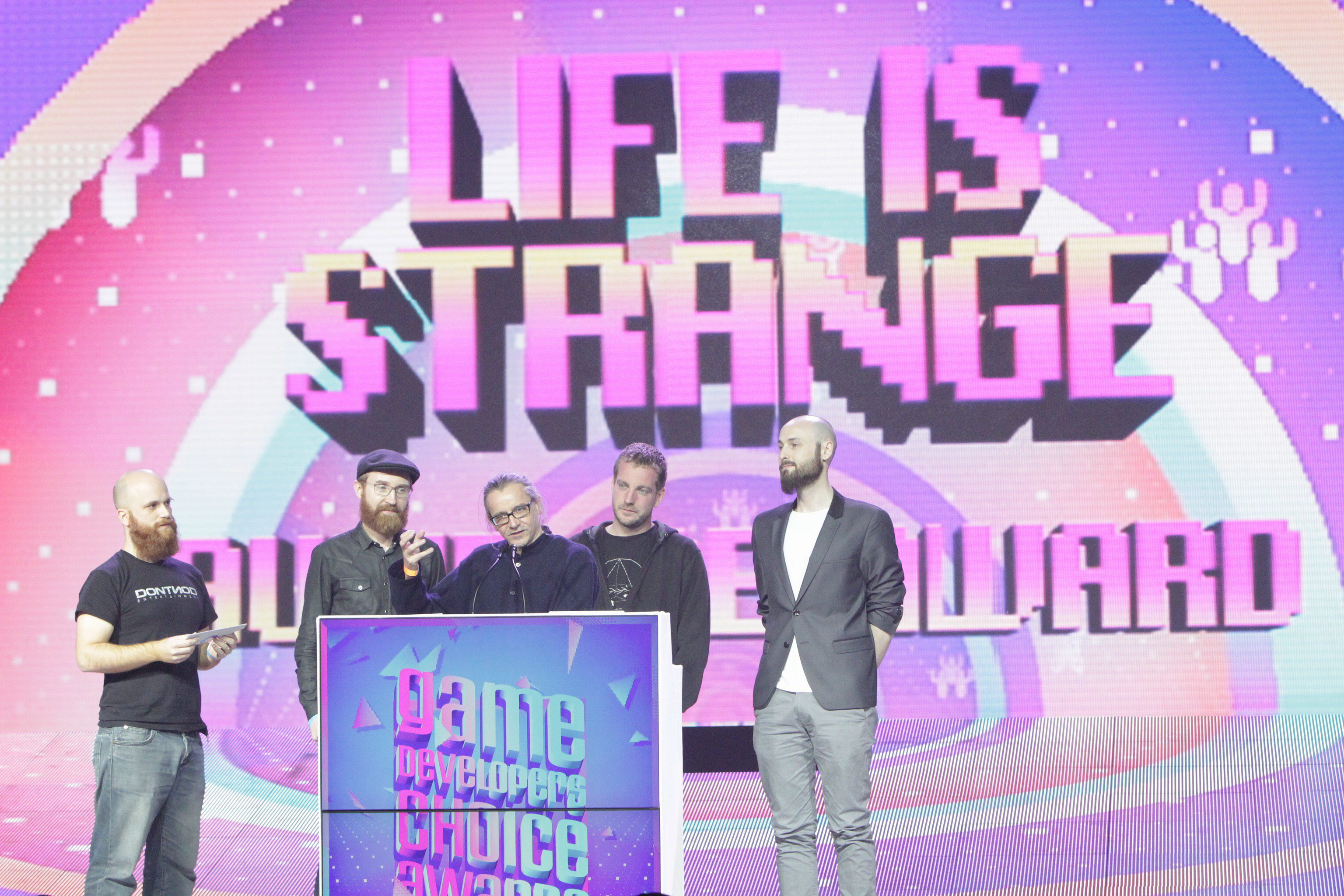
Gli sviluppatori ricevono l'Audience Award durante i Game Developers Choice Awards 2016

Life Is Strange ha ricevuto numerosi riconoscimenti, tra i quali il BAFTA Games Award per "Miglior Storia" e il premio "Giochi di Maggior Impatto" dei The Game Awards. La rivista Develop ha premiato il gioco nelle categorie "Nuova IP di gioco – PC/console" e "Uso della narrativa", mentre PlayStation Official Magazine gli ha conferito il premio di "Migliore avventura episodica". Ashly Burch, l'interprete originale di Chloe Price, è stata premiata ai Golden Joystick Awards per la "Performance dell'anno". "Episodio 1: Crisalide" ha vinto il Global Game Award come "Migliore avventura" e "Miglior gioco originale". La rivista New Statesman ha decretato Life Is Strange "Miglior gioco" nella sua lista dei dieci migliori giochi del 2015. Il gioco si è aggiudicato il "Premio del pubblico" ai Game Developers Choice Awards. Il brano dei Syd Matters To All of You è stato inoltre premiato ai National Academy of Video Game Trade Reviewers nella categoria "Canzone, originale o adattata". Sempre ai National Academy of Video Game Trade Reviewers, il gioco è stato premiato nelle categorie "Original Light Mix Score, Nuova IP" e "Design del personaggio". Il gioco ha ricevuto i premi di "Gioco dell'anno" e "Impatto più significativo" ai The Games for Change Awards. Il gioco ha vinto il "Game Designers Award" ai Japan Game Awards. Life Is Strange ha ricevuto il premio di "Eccellenza ed innovazione nella narrativa digitale" ai Futures of Media Awards di Peabody e Facebook. Il gioco è stato premiato come "Gioco dell'anno" negli Apple's Best of 2016.

## Opere derivate
In seguito al successo commerciale e di critica di Life Is Strange, Dontnod Entertainment ha cominciato ad imporsi maggiormente sul panorama videoludico. Il CEO dell'azienda Oskar Guilbert ha affermato che il gioco è riuscito a salvare la casa di sviluppo dal fallimento finanziario dopo le scarse vendite di Remember Me. Da allora sono le case editrici a cercare lo studio per primi, mentre fino ad allora era Dontnod a dover trovare degli editori in prima persona.

### Sequel
Il 18 maggio 2017 Dontnod Entertainment ha annunciato che un seguito del capitolo originale, chiamato Life Is Strange 2, era in lavorazione. Il primo di cinque episodi è stato pubblicato il 27 settembre 2018 per Microsoft Windows, PlayStation 4 e Xbox One, con un nuovo cast di personaggi e una nuova ambientazione. All'inizio del mese di giugno, la casa di sviluppo Deck Nine Games ha dichiarato di aver «firmato una partnership con un'importante casa editrice di videogiochi AAA» e di essere attualmente impegnata nello sviluppo di un titolo per un «franchise acclamato dalla critica», e in seguito sul sito web di Deck Nine sono comparse immagini di alcuni personaggi di Life Is Strange.
Il 18 marzo 2021 Square Enix annuncia Life Is Strange: True Colors per PlayStation 4, PlayStation 5, Xbox One, Xbox Series X/S e Google Stadia, sviluppato da Deck Nine Games e in uscita il 10 settembre 2021. Il gioco è suddiviso in 5 episodi ma, a differenza dei capitoli precedenti, viene pubblicato tutto in una volta.

### Spin-off
Nel giugno 2017 Square Enix ha annunciato Life Is Strange: Before the Storm, un prequel in tre episodi ambientato cronologicamente tre anni prima di Life is Strange e con protagonista Chloe Price, il cui primo episodio è stato pubblicato il 31 agosto 2017.
Il 10 giugno 2018, in occasione dell'E3 2018, gli sviluppatori hanno annunciato uno spin-off gratuito chiamato Le fantastiche avventure di Captain Spirit, ambientato nello stesso universo di Life Is Strange e ambientato tre anni dopo gli eventi dello stesso, il quale servirà a introdurre i temi e la storia di Life Is Strange 2. L'uscita del gioco era prevista per il 26 giugno dello stesso anno, ma è stata anticipata al 25 giugno in Nord America e in Europa.

### Remastered
Il 18 Marzo 2021 Square Enix ha annunciato la rimasterizzazione del titolo, comprensivo del prequel Life Is Strange: Before the Storm, in arrivo l'autunno dello stesso anno per Microsoft Windows, PlayStation 4, Xbox One, Xbox Series X/S, PlayStation 5 e Google Stadia. Il 27 settembre 2022 viene pubblicato anche su Nintendo Switch.

### Serie live-action
Nel luglio 2016 è stata annunciata da Legendary Pictures e Square Enix una collaborazione, insieme a Dimitri Johnson e Dan Jevons di dj2 Entertainment, per adattare Life Is Strange in una «serie digitale». Jan Brooke, VP Brand e European Marketing di Square Enix, ha spiegato che «Life Is Strange è una di quelle esperienze che propone un'evoluzione dei personaggi avvincente» e che per questo motivo «si presta anche all'ambito live action». Legendary ha dichiarato che, al momento dell'annuncio, il gruppo era in contatto con dei potenziali sceneggiatori per l'adattamento della serie, la quale sarà ambientata ad Arcadia Bay.

### Fumetto
Il 30 marzo 2018 viene annunciata una serie a fumetti in quattro volumi sull'universo di Life Is Strange che sarà pubblicata dalla casa editrice Titan Comics nel 2018. Il 3 maggio, viene rivelato che la serie sarà intitolata Life Is Strange: Dust e che sarà ambientata dopo gli eventi di uno dei finali del gioco originale, in cui Max sceglie di sacrificare Arcadia Bay. Nella stessa occasione, era stato rivelato che la serie a fumetti sarebbe stata pubblicata il 4 dicembre 2018 come parte di una Life Is Strange Collection e a cura dell'autrice Emma Vieceli; tuttavia, pochi giorni dopo, l'annuncio del prodotto è stato modificato con una nuova data di uscita, prevista per il 19 marzo 2019. In occasione del San Diego Comic-Con 2018, è stato rivelato che il primo di quattro volumi della serie a fumetti sarà pubblicato a novembre 2018, a cura di Emma Vieceli. L'uscita del primo volume del fumetto è stata poi confermata da Titan Comics per il 14 novembre 2018.

### Esplicative
1. ↑  Il sottotitolo "Crisalide" fa riferimento allo stato postembrionale della pupa, prima di raggiungere lo stadio di adulto.[42]

### Bibliografiche
1. 1 2  (EN) Gajan Kulasingham, Life is Strange - Developer Diary: A New Beginning, su gamespot.com, GameSpot, 9 gennaio 2015. URL consultato il 21 luglio 2015.
2. 1 2 3  (EN) Kat Bailey, Life is Strange's "Triforce" of Influences, in USgamer, 31 gennaio 2015. URL consultato il 1º febbraio 2015 (archiviato dall'url originale il 2 febbraio 2015).
3. 1 2 3  (EN) Alex Calvin, Life is good: Dontnod on the success of Life is Strange and what comes next, in MCV, 15 marzo 2016. URL consultato il 16 marzo 2016 (archiviato dall'url originale il 17 marzo 2016).
4. 1 2 3  (EN) Samit Sarkar, Do your choices matter if you can just rewind time and redo them?, su polygon.com, 10 ottobre 2014. URL consultato il 12 novembre 2014 (archiviato il 12 novembre 2014).
5. 1 2 3 4  (EN) Zulai Serrano, 'Life is Strange Episode 2' Dev Talks To Us About What's Next For Max In Arcadia Bay [EXCLUSIVE], su idigitaltimes.com, 23 marzo 2015. URL consultato il 25 marzo 2015 (archiviato dall'url originale il 24 marzo 2015).
6. 1 2  (EN) Stephany Nunneley, Final Life is Strange developer diary focuses on music, voice actors, su vg247.com, VG247, 29 gennaio 2015. URL consultato il 29 gennaio 2015 (archiviato il 29 gennaio 2015).
7. 1 2 3  (EN) Jonathon Dornbush, 'Life Is Strange' Episode 1 review: 'Chrysalis', in Entertainment Weekly, 29 gennaio 2015. URL consultato il 10 marzo 2015 (archiviato il 2 febbraio 2015).
8. 1 2 3  (EN) Phil Savage, Life Is Strange, in PC Gamer, 22 ottobre 2015. URL consultato il 22 ottobre 2015 (archiviato il 23 ottobre 2015).
9. 1 2 3 4 5 6 7 8  (EN) Adnan Riaz, Review: Life Is Strange, in Hardcore Gamer, 7 novembre 2015. URL consultato il 7 novembre 2015 (archiviato dall'url originale l'8 novembre 2015).
10. 1 2  (EN) Geoff Thew, Review: Life is Strange Episode 1: Chrysalis, in Hardcore Gamer, 29 gennaio 2015. URL consultato il 10 marzo 2015 (archiviato dall'url originale il 31 gennaio 2015).
11. 1 2  (EN) Ozzie Mejia, Life is Strange review: 'Selfie'-destruction, in Shacknews, 21 ottobre 2015. URL consultato il 21 ottobre 2015 (archiviato dall'url originale il 23 ottobre 2015).
12. 1 2  (EN) Kimberley Wallace, A Promising And Exciting Debut, in Game Informer, 29 gennaio 2015. URL consultato il 30 ottobre 2015 (archiviato il 20 ottobre 2015).
13. 1 2  (EN) Emanuel Maiberg, "Other Publishers Told Us to Make It a Male Lead Character," Life is Strange Dev Says, su gamespot.com, GameSpot, 10 gennaio 2015. URL consultato il 21 luglio 2015 (archiviato il 4 ottobre 2020).
14. 1 2  (EN) Sarah LeBoeuf, Publishers Wanted Life is Strange Devs to Make Leads Male, su escapistmagazine.com, The Escapist, 11 gennaio 2015. URL consultato il 12 gennaio 2015 (archiviato dall'url originale il 6 febbraio 2015).
15. 1 2  (EN) Stephany Nunneley, The Game Awards 2015 – Game of the Year goes to The Witcher 3, su vg247.com, VG247, 4 dicembre 2015. URL consultato il 4 dicembre 2015 (archiviato dall'url originale il 15 gennaio 2016).
16. 1 2  (EN) Sam Loveridge, Fallout 4 is named Best Game at the BAFTA Games Awards 2016, su digitalspy.com, Digital Spy, 7 aprile 2016. URL consultato il 7 aprile 2016 (archiviato il 10 aprile 2016).
17. 1 2  (EN) Tom Phillips, Life is Strange 2 finally confirmed, su Eurogamer, Gamer Network, 18 maggio 2017 (archiviato il 18 maggio 2017).
18. 1 2   Simone Pettine, Life is Strange 2: Episode One - Roads, la recensione del primo episodio della serie, su multiplayer.it, 27 settembre 2018. URL consultato il 29 dicembre 2018 (archiviato il 25 dicembre 2018).
19. 1 2  (EN) Samit Sarkar, Life is Strange prequel Before the Storm debuts this summer (update), su Polygon, Vox Media, 11 giugno 2017 (archiviato il 12 giugno 2017).
20. ↑  (EN) Mike Minotti, Life is Strange will launch for iOS on December 14, su GamesBeat, 12 dicembre 2017. URL consultato il 24 giugno 2018 (archiviato il 12 dicembre 2017).
21. ↑  (EN) Rob LeFebvre, 'Life is Strange' comes to iPhone and iPad December 14th, su Engadget, 12 dicembre 2017. URL consultato il 24 giugno 2018 (archiviato il 12 dicembre 2017).
22. ↑  (EN) Adnan Riaz, Life Is Strange Arrives Next Month for Android, Exclusive Controller Support Confirmed, su Hardcore Gamer, 4 giugno 2018. URL consultato il 24 giugno 2018 (archiviato dall'url originale il 4 giugno 2018).
23. ↑   Simone Tagliaferri, Life is Strange per Android disponibile, su Multiplayer.it, 18 luglio 2018. URL consultato il 21 luglio 2018 (archiviato il 21 luglio 2018).
24. 1 2  (EN) Laura Kate Dale, The Awesome Adventures of Captain Spirit is Releasing a Day Early, su Kotaku UK, 22 giugno 2018. URL consultato il 25 giugno 2018 (archiviato il 30 giugno 2018).
25. 1 2   Life Is Strange: True Colors annunciato, su everyeye.it. URL consultato il 18 marzo 2021 (archiviato il 18 maggio 2021).
26. ↑   Annunciata la Life Is Strange Remastered Collection, su multiplayer.it. URL consultato il 18 marzo 2021 (archiviato il 18 marzo 2021).
27. 1 2 3 4 5  (EN) Stephany Nunneley, Life is Strange launch trailer and final dev diary released, su vg247.com, VG247, 29 gennaio 2015. URL consultato il 21 luglio 2015 (archiviato il 29 gennaio 2015).
28. 1 2 3  (EN) Christian Gaca, One of the oddest reveals of Gamescom also proved to be one of the most interesting. Here's what the Remember Me developers did next., su gamereactor.eu, 22 agosto 2014. URL consultato l'11 novembre 2014 (archiviato il 21 dicembre 2014).
29. 1 2 3 4  (EN) Robert Purchese, Life is Strange: It takes time to be different, su eurogamer.net, 12 settembre 2014. URL consultato l'11 novembre 2014 (archiviato il 6 febbraio 2015).
30. ↑  (EN) Colin Campbell, It's time to pay attention to Life is Strange, su polygon.com, Polygon, 9 gennaio 2015. URL consultato il 21 luglio 2015 (archiviato dall'url originale il 10 gennaio 2015).
31. ↑  (EN) Daniel Krupa, Life Is Strange Feels like an Indie Movie, su IGN, 9 gennaio 2015. URL consultato il 31 gennaio 2015 (archiviato il 6 febbraio 2015).
32. ↑  (EN) Brett Makedonski, Life is Strange is a world you'll want to lose yourself in, su destructoid.com, 13 agosto 2014. URL consultato l'11 novembre 2014 (archiviato il 12 novembre 2014).
33. ↑  (EN) Steven Wong, Life is Strange impressions: Stranger by the minute, su shacknews.com, Shacknews, 14 ottobre 2014. URL consultato il 21 luglio 2015 (archiviato il 16 ottobre 2014).
34. ↑  (EN) Mike Futter, Life Is Strange Has Strict Time Travel Rules And A Unique Photography Aesthetic, su gameinformer.com, Game Informer, 23 gennaio 2015. URL consultato il 24 gennaio 2015 (archiviato il 27 gennaio 2015).
35. ↑  (EN) Liam Martin, Life Is Strange developer diary explores rewind feature, su digitalspy.co.uk, Digital Spy, 23 gennaio 2015. URL consultato il 24 gennaio 2015 (archiviato il 28 gennaio 2015).
36. ↑  (EN) Todd Harper, This Will Come Back to Haunt You: Choice and Time in Life is Strange, su pastemagazine.com, Paste Magazine, 9 febbraio 2015. URL consultato il 12 febbraio 2015 (archiviato l'11 febbraio 2015).
37. 1 2  (EN) Joe Donato, Life is Strange Interview: How Dontnod made the most with a small budget, su gamezone.com, 12 ottobre 2015. URL consultato il 28 giugno 2018 (archiviato il 29 giugno 2018).
38. ↑  (EN) Calum Marsh, Life Is Strange: episodic video games prove as addictive as episodic TV, su The Guardian, 26 aprile 2015. URL consultato il 28 giugno 2018 (archiviato il 18 maggio 2015).
39. 1 2 3  (EN) Peter Paras, Life Is Strange: Episode 3 – Chaos Theory Review, in Game Revolution, 19 maggio 2015. URL consultato il 30 ottobre 2015 (archiviato il 12 ottobre 2015).
40. ↑  (EN) Adnan Riaz, Review: Life Is Strange Episode 5: Polarized, in Hardcore Gamer, 26 ottobre 2015. URL consultato il 31 ottobre 2015 (archiviato dall'url originale il 28 ottobre 2015).
41. 1 2  (EN) Kimberley Wallace, Life is Strange: Episode 5 – Polarized, in Game Informer, 21 ottobre 2015. URL consultato il 31 ottobre 2015 (archiviato il 30 ottobre 2015).
42. ↑  (EN) Vincent Balestriere, 'Life Is Strange' Episode One Review: Square Enix Gambles With Female Protagonists, in International Business Times, 31 gennaio 2015. URL consultato il 31 gennaio 2015 (archiviato il 3 febbraio 2015).
43. 1 2  (EN) Bengt Lemne, Life is Strange - "Supernatural things merely metaphors", su gamereactor.eu, Gamereactor, 26 gennaio 2015. URL consultato il 26 gennaio 2015 (archiviato dall'url originale il 6 febbraio 2015).
44. ↑  (EN) Lisa Mior, Dontnod Tackles Deep Themes With a Purpose in Life is Strange, su cgmagonline.com, CGMagazine, 30 luglio 2015. URL consultato il 31 luglio 2015 (archiviato il 22 maggio 2021).
45. ↑  (EN) Life is Strange: Episode 1 – Chrysalis, su metacritic.com, Metacritic. URL consultato il 27 marzo 2015 (archiviato l'11 marzo 2015).
46. ↑  (EN) Life is Strange: Episode 1 – Chrysalis, su metacritic.com, Metacritic. URL consultato il 12 marzo 2015 (archiviato il 10 marzo 2015).
47. ↑  (EN) Life is Strange: Episode 1 – Chrysalis, su metacritic.com, Metacritic. URL consultato il 14 aprile 2015 (archiviato il 26 febbraio 2015).
48. ↑  (EN) Life is Strange: Episode 1 - Chrysalis, su gamerankings.com, GameRankings. URL consultato il 28 giugno 2018 (archiviato dall'url originale il 9 dicembre 2019).
49. ↑  (EN) Life is Strange: Episode 1 - Chrysalis, su gamerankings.com, GameRankings. URL consultato il 28 giugno 2018 (archiviato dall'url originale il 9 dicembre 2019).
50. ↑  (EN) Life is Strange: Episode 1 - Chrysalis, su gamerankings.com, GameRankings. URL consultato il 28 giugno 2018 (archiviato dall'url originale il 9 dicembre 2019).
51. ↑  (EN) Susan Arendt, In the first episode of Life Is Strange, time twists, turns, and toys with mundane moments, su digitaltrends.com, Digital Trends, 23 febbraio 2015. URL consultato il 16 marzo 2015 (archiviato il 17 marzo 2015).
52. ↑  (EN) Life is Strange: Episode 2 – Out of Time, su metacritic.com, Metacritic. URL consultato il 4 maggio 2015 (archiviato il 27 marzo 2015).
53. ↑  (EN) Life is Strange: Episode 2 – Out of Time, su metacritic.com, Metacritic. URL consultato il 2 giugno 2015 (archiviato il 3 giugno 2015).
54. ↑  (EN) Life is Strange: Episode 2 – Out of Time, su metacritic.com, Metacritic. URL consultato il 16 maggio 2015 (archiviato il 27 marzo 2015).
55. ↑  (EN) Life is Strange: Episode 1 - Chrysalis, su gamerankings.com, GameRankings. URL consultato il 28 giugno 2018 (archiviato dall'url originale il 9 dicembre 2019).
56. ↑  (EN) Life is Strange: Episode 1 - Chrysalis, su gamerankings.com, GameRankings. URL consultato il 28 giugno 2018 (archiviato dall'url originale il 9 dicembre 2019).
57. ↑  (EN) Life is Strange: Episode 1 - Chrysalis, su gamerankings.com, GameRankings. URL consultato il 28 giugno 2018 (archiviato dall'url originale il 9 dicembre 2019).
58. ↑  (EN) David Jenkins, Life Is Strange: Episode 2 review – Out of Time, su metro.co.uk, 24 marzo 2015. URL consultato il 25 marzo 2015 (archiviato il 29 aprile 2019).
59. ↑  (EN) Life is Strange: Episode 3 – Chaos Theory, su metacritic.com, Metacritic. URL consultato il 10 giugno 2015 (archiviato il 23 maggio 2015).
60. ↑  (EN) Life is Strange: Episode 3 – Chaos Theory, su metacritic.com, Metacritic. URL consultato l'11 ottobre 2015 (archiviato l'8 ottobre 2015).
61. ↑  (EN) Life is Strange: Episode 3 – Chaos Theory, su metacritic.com, Metacritic. URL consultato il 29 maggio 2015 (archiviato il 25 maggio 2015).
62. ↑  (EN) Life is Strange: Episode 1 - Chrysalis, su gamerankings.com, GameRankings. URL consultato il 28 giugno 2018 (archiviato dall'url originale il 9 dicembre 2019).
63. ↑  (EN) Life is Strange: Episode 1 - Chrysalis, su gamerankings.com, GameRankings. URL consultato il 28 giugno 2018 (archiviato dall'url originale il 9 dicembre 2019).
64. ↑  (EN) Life is Strange: Episode 1 - Chrysalis, su gamerankings.com, GameRankings. URL consultato il 28 giugno 2018 (archiviato dall'url originale il 9 dicembre 2019).
65. ↑  (EN) Ben Skipper, Life Is Strange - Episode 3 spoiler-free review: Chaos Theory, su ibtimes.co.uk, IBTimes UK, 19 maggio 2015. URL consultato il 19 maggio 2015 (archiviato il 20 maggio 2015).
66. ↑  (EN) Life is Strange: Episode 4 – Dark Room, su metacritic.com, Metacritic. URL consultato il 1º ottobre 2015 (archiviato il 30 luglio 2015).
67. ↑  (EN) Life is Strange: Episode 4 – Dark Room, su metacritic.com, Metacritic. URL consultato il 21 ottobre 2015 (archiviato il 26 ottobre 2015).
68. ↑  (EN) Life is Strange: Episode 4 – Dark Room, su metacritic.com, Metacritic. URL consultato il 17 settembre 2015 (archiviato il 2 ottobre 2015).
69. ↑  (EN) Life is Strange: Episode 1 - Chrysalis, su gamerankings.com, GameRankings. URL consultato il 28 giugno 2018 (archiviato dall'url originale il 5 dicembre 2019).
70. ↑  (EN) Life is Strange: Episode 1 - Chrysalis, su gamerankings.com, GameRankings. URL consultato il 28 giugno 2018 (archiviato dall'url originale il 9 dicembre 2019).
71. ↑  (EN) Life is Strange: Episode 1 - Chrysalis, su gamerankings.com, GameRankings. URL consultato il 28 giugno 2018 (archiviato dall'url originale il 9 dicembre 2019).
72. ↑  (EN) Ben Skipper, Life Is Strange episode four spoilers: Going out on a wave or a rock, su ibtimes.co.uk, International Business Times, 28 luglio 2015. URL consultato il 28 luglio 2015 (archiviato il 20 febbraio 2016).
73. ↑  (EN) Life is Strange: Episode 5 – Polarized, su metacritic.com, Metacritic. URL consultato il 7 novembre 2015 (archiviato il 5 novembre 2015).
74. ↑  (EN) Life is Strange: Episode 5 – Polarized, su metacritic.com, Metacritic. URL consultato il 3 gennaio 2016 (archiviato il 19 novembre 2015).
75. ↑  (EN) Life is Strange: Episode 5 – Polarized, su metacritic.com, Metacritic. URL consultato il 31 ottobre 2015 (archiviato il 23 ottobre 2015).
76. ↑  (EN) Life is Strange: Episode 1 - Chrysalis, su gamerankings.com, GameRankings. URL consultato il 28 giugno 2018 (archiviato dall'url originale il 9 dicembre 2019).
77. ↑  (EN) Life is Strange: Episode 1 - Chrysalis, su gamerankings.com, GameRankings. URL consultato il 28 giugno 2018 (archiviato dall'url originale il 9 dicembre 2019).
78. ↑  (EN) Life is Strange: Episode 1 - Chrysalis, su gamerankings.com, GameRankings. URL consultato il 28 giugno 2018 (archiviato dall'url originale il 9 dicembre 2019).
79. ↑  (EN) Jessica Lachenal, Review: Life Is Strange Episode 5: “Polarized” AKA Let’s Have a Feels Trip, su themarysue.com, The Mary Sue, 21 ottobre 2015. URL consultato il 21 ottobre 2015 (archiviato il 24 ottobre 2015).
80. 1 2  (EN) Andrew Webster, How adventure game Life is Strange blends time travel and teen drama, su The Verge, Vox Media, 19 maggio 2015. URL consultato il 19 maggio 2015 (archiviato il 20 maggio 2015).
81. ↑  (EN) Calum Marsh, Life Is Strange: episodic video games prove as addictive as episodic TV, su theguardian.com, The Guardian, 26 aprile 2015. URL consultato il 26 aprile 2015 (archiviato il 18 maggio 2015).
82. ↑  (EN) Damien McFerran, Be kind, rewind: The making of Life Is Strange, su redbull.com, 28 agosto 2015. URL consultato il 30 agosto 2015 (archiviato il 31 agosto 2015).
83. 1 2 3  (EN) Brenna Hillier, Life is Strange: “this is definitely a game for the Telltale and Heavy Rain fans”, su vg247.com, VG247, 13 gennaio 2015. URL consultato il 20 luglio 2015 (archiviato il 13 gennaio 2015).
84. ↑  (EN) Samit Sarkar, Life is Strange, episodic adventure game, coming from Remember Me dev, su polygon.com, 11 agosto 2014. URL consultato l'11 novembre 2014 (archiviato il 6 febbraio 2015).
85. ↑  (EN) Life Is Strange Gameplay Preview Interview, su gamerhub.tv, 27 agosto 2014. URL consultato l'11 novembre 2014 (archiviato dall'url originale il 12 novembre 2014).
86. ↑  (EN) Square Enix and Remember Me creator announce Life Is Strange, su metro.co.uk, 12 agosto 2014. URL consultato l'11 novembre 2014 (archiviato il 12 novembre 2014).
87. ↑  (EN) Brian Albert, Gamescom 2014: How 'Life is Strange' Gets Female Protagonists Right, su IGN, 13 agosto 2014. URL consultato l'11 novembre 2014 (archiviato il 12 novembre 2014).
88. 1 2  (EN) Nate Ming, FEATURE: "Life is Strange" Interview and Hands-on Impressions, su crunchyroll.com, Crunchyroll, 29 gennaio 2015. URL consultato il 29 gennaio 2015 (archiviato il 29 gennaio 2015).
89. 1 2  (EN) Carlos Ovalle, Life is Strange A Brief yet Delightful Look at the Next Game Behind the Developers of Remember Me, su thegamefanatics.com, 12 ottobre 2014. URL consultato il 12 novembre 2014 (archiviato dall'url originale il 12 novembre 2014).
90. ↑  (EN) Eddie Makuch, Watch: Life is Strange Dev Talks Time-Travel Butterfly Effect in New Video, su gamespot.com, GameSpot, 23 gennaio 2015. URL consultato il 24 gennaio 2015 (archiviato il 25 gennaio 2015).
91. ↑  (EN) Mike Stubbsy, Life Is Strange: an Interview with Creative Director Jean-Maxime Moris, su godisageek.com, God is a Geek, 26 gennaio 2015. URL consultato il 26 gennaio 2015 (archiviato il 30 gennaio 2015).
92. ↑  (EN) Blake Peterson, Juno + Donnie Darko + Gone Home = Life is Strange, su gamerevolution.com, Game Revolution, 26 gennaio 2015. URL consultato il 29 gennaio 2015 (archiviato dall'url originale il 29 gennaio 2015).
93. ↑  (EN) Life Is Strange Director Talks About The Theme Of "Identity" And Visual Novels, su siliconera.com, Siliconera, 5 febbraio 2015. URL consultato il 6 febbraio 2015 (archiviato dall'url originale il 10 febbraio 2015).
94. ↑  (EN) Eddie Makuch, Publishers said 'You can't have a female character,' says Remember Me dev, su gamespot.com, 19 marzo 2013. URL consultato il 12 novembre 2014 (archiviato il 29 dicembre 2013).
95. 1 2 3 4 5  (EN) Joel Taveras, Life Is Strange Creative Director Jean-Maxime Moris Talks Atmosphere, Choices, and Female Leads, su dualshockers.com, 9 ottobre 2014. URL consultato l'11 novembre 2014 (archiviato dall'url originale il 12 novembre 2014).
96. ↑  (EN) Emanuel Maiberg, Main Character's Gender Irrelevant to Creating a Good Story, Life is Strange Dev Says, su gamespot.com, GameSpot, 1º febbraio 2015. URL consultato il 1º febbraio 2015 (archiviato il 25 giugno 2019).
97. 1 2  (EN) Alexa Ray Corriea, These Are the Songs in Life is Strange, su gamespot.com, GameSpot, 7 marzo 2015. URL consultato il 7 marzo 2015 (archiviato il 22 giugno 2018).
98. 1 2 3  (EN) 2015 Winners, su navgtr.org, National Academy of Video Game Trade Reviewers, 21 marzo 2016. URL consultato il 24 marzo 2016 (archiviato dall'url originale il 9 aprile 2016).
99. 1 2  (EN) Adam Beck, Life is Strange Limited Edition Announced, su hardcoregamer.com, Hardcore Gamer, 12 novembre 2015. URL consultato il 12 novembre 2015 (archiviato il 15 novembre 2015).
100. 1 2  (EN) Jeffrey Matulef, Life is Strange is getting a Limited Edition retail release, su eurogamer.net, Eurogamer, 12 novembre 2015. URL consultato il 12 novembre 2015 (archiviato il 13 novembre 2015).
101. ↑  (EN) Various – Life Is Strange Soundtrack, su Discogs. URL consultato il 24 giugno 2018 (archiviato il 25 giugno 2018).
102. ↑  (EN) Toby Palm, Announcing Life is Strange!, su eu.square-enix.com, square-enix.com, 11 agosto 2014. URL consultato il 10 dicembre 2014 (archiviato dall'url originale il 21 ottobre 2014).
103. ↑  (EN) David Scammell, Square Enix considering boxed release for Life is Strange, su videogamer.com, 19 novembre 2014. URL consultato il 6 dicembre 2014 (archiviato l'8 dicembre 2014).
104. ↑  (EN) Wesley Copeland, Life is Strange Gets a Release Date and Pricing Info, su IGN, 17 dicembre 2014. URL consultato il 17 dicembre 2014 (archiviato il 17 febbraio 2015).
105. ↑  (EN) Kyle MacGregor, Life is Strange Episode 2 launch has been delayed, su destructoid.com, Destructoid, 26 febbraio 2015. URL consultato il 5 marzo 2015 (archiviato il 28 febbraio 2015).
106. ↑  (EN) Tom Phillips, Life is Strange dev promises second episode in March, su eurogamer.net, Eurogamer, 27 febbraio 2015. URL consultato il 5 marzo 2015 (archiviato il 1º marzo 2015).
107. ↑  (EN) Matt Liebl, Life Is Strange Episode 2 submitted for certification, but no release date yet, su gamezone.com, GameZone, 7 marzo 2015. URL consultato l'8 marzo 2015 (archiviato l'8 marzo 2015).
108. ↑  (EN) Tom Phillips, Life is Strange: Episode 2 release date revealed, su eurogamer.net, Eurogamer, 14 marzo 2015. URL consultato il 14 marzo 2015 (archiviato il 15 marzo 2015).
109. ↑  (EN) Tom Phillips, Life is Strange dev talks lip-syncing, release schedule and publisher demands, su eurogamer.net, Eurogamer, 18 marzo 2015. URL consultato il 18 marzo 2015 (archiviato il 18 marzo 2015).
110. ↑  (EN) James Orry, Life is Strange episodes won't release more than two months apart, su videogamer.com, 18 marzo 2015. URL consultato il 18 marzo 2015 (archiviato il 5 luglio 2015).
111. ↑  (EN) Luke Karmali, Life is Strange: Episode 3 - Chaos Theory Gets a Release Date, su IGN, 13 maggio 2015. URL consultato il 13 maggio 2015 (archiviato il 16 maggio 2015).
112. ↑  (EN) Adrian Riaz, Dontnod Entertainment ‘Applying Final Touches’ to Life Is Strange Episode 4: Dark Room, su hardcoregamer.com, Hardcore Gamer, 15 luglio 2015. URL consultato il 23 luglio 2015 (archiviato il 22 luglio 2015).
113. ↑  (EN) Shabana Arif, Life is Strange episode 4 release date announced as sales hit one million copies, su vg247.com, VG247, 23 luglio 2015. URL consultato il 23 luglio 2015 (archiviato il 3 agosto 2020).
114. ↑  (EN) Eddie Makuch, Life is Strange's Final Episode Release Date Announced, su gamespot.com, GameSpot, 21 settembre 2015. URL consultato il 22 settembre 2015 (archiviato il 22 settembre 2015).
115. ↑  (EN) Adnan Riaz, Life Is Strange’s Japanese Version Receives a Release Date, su hardcoregamer.com, Hardcore Gamer, 10 dicembre 2015. URL consultato il 10 dicembre 2015 (archiviato l'11 dicembre 2015).
116. ↑  (EN) Justin Massongill, PlayStation Store: February 2015's Top Sellers, su blog.us.playstation.com, PlayStation Blog, 12 marzo 2015. URL consultato il 12 marzo 2015 (archiviato il 15 marzo 2015).
117. ↑  (EN) Luke Karmali, Life is Strange Hits 1 Million Sales, Episode 4 Release Date Announced, su IGN, 23 luglio 2015. URL consultato il 23 luglio 2015 (archiviato il 25 luglio 2015).
118. ↑  (EN) Tamoor Hussain, Call of Duty: Black Ops 3 Camps at Top of UK Chart, su gamespot.com, GameSpot, 25 gennaio 2016. URL consultato il 26 gennaio 2016 (archiviato il 28 gennaio 2016).
119. ↑  (EN) Top 100, su Steam, Valve Corporation (archiviato il 2 gennaio 2017).
120. ↑  (EN) Nicolas Sagalli, Un passo dietro l'altro, su it.ign.com, IGN, 27 ottobre 2015. URL consultato il 29 giugno 2018 (archiviato il 29 giugno 2018).
121. ↑  (EN) Phil Savage, Life Is Strange Review, su PC Gamer, 22 ottobre 2015. URL consultato il 29 giugno 2018 (archiviato il 18 giugno 2018).
122. ↑  (EN) Adnan Riaz, Review: Life Is Strange, su Hardcore Gamer, 7 novembre 2015. URL consultato il 29 giugno 2018 (archiviato il 18 giugno 2018).
123. ↑  (EN) Mollie L. Patterson, Life is Strange review, su EGM, 31 ottobre 2015. URL consultato il 29 giugno 2018 (archiviato il 29 giugno 2018).
124. ↑  (EN) Ashley Reed, LIFE IS STRANGE REVIEW, su GamesRadar+, 22 gennaio 2016. URL consultato il 29 giugno 2018 (archiviato il 24 giugno 2018).
125. ↑  (EN) Paul Bryant, Life is Strange review for PS4, Xbox One, PC, su gaming-age.com, 6 novembre 2015. URL consultato il 29 giugno 2018 (archiviato il 29 giugno 2018).
126. ↑  (EN) Eric Van Allen, Someday, we will foresee obstacles — Life is Strange Episode 5 “Polarized” review, su gamingtrend.com, 22 ottobre 2015. URL consultato il 29 giugno 2018 (archiviato il 29 giugno 2018).
127. ↑  (EN) Baz Macdonald, Life is Strange: Season One review, su Gameplanet, 26 ottobre 2015. URL consultato il 29 giugno 2018 (archiviato il 29 giugno 2018).
128. ↑  (EN) David Jenkins, Life Is Strange Limited Edition review – turn back time, su metro.co.uk, 22 gennaio 2016. URL consultato il 29 giugno 2018 (archiviato il 29 giugno 2018).
129. ↑   Davide Leoni, Famitus premia Life is Strange, Gundam Breaker 3 E Atelier Shallie Plus, su everyeye.it, 23 febbraio 2016. URL consultato il 29 giugno 2018 (archiviato il 29 giugno 2018).
130. ↑  (ES) Guillermo Navarrete, Life is Strange. Un intenso y surrealista drama adolecente, su LevelUp, 23 ottobre 2015. URL consultato il 29 giugno 2018 (archiviato il 29 giugno 2018).
131. ↑  (EN) Andrei Dumitrescu, Life Is Strange Review, su Softpedia, 28 gennaio 2016. URL consultato il 29 giugno 2018 (archiviato il 29 giugno 2018).
132. ↑  (EN) Mike Williams, Life is Strange, Episode 1 PS4 Review: Be Kind, Rewind, in USgamer, 2 febbraio 2015. URL consultato il 21 luglio 2015 (archiviato dall'url originale l'11 febbraio 2015).
133. ↑  (EN) Life is Strange Episode 1: Chrysalis Video Review, in GameZone. URL consultato il 22 ottobre 2015 (archiviato il 6 settembre 2015).
134. ↑  (EN) Megan Farokhmanesh e Colin Campbell, Life is Strange: Episode One – Chrysalis review: so-called life, in Polygon, 29 gennaio 2015. URL consultato il 10 marzo 2015 (archiviato il 30 gennaio 2015).
135. ↑  (EN) Cassandra Khaw, Life Is Strange, in PC Gamer, 10 febbraio 2015. URL consultato il 24 ottobre 2015 (archiviato il 9 ottobre 2015).
136. ↑  (EN) Steven Strom, Life is Strange Episode One review: Trying and retrying new things, in Ars Technica, 30 gennaio 2015. URL consultato il 22 ottobre 2015 (archiviato il 22 ottobre 2015).
137. ↑  (EN) Geoff Thew, Review: Life is Strange Episode 1: Chrysalis, in Hardcore Gamer, 29 gennaio 2015. URL consultato il 21 luglio 2015 (archiviato dall'url originale il 31 gennaio 2015).
138. ↑  (EN) Aoife Wilson, Life is Strange review, in Eurogamer, 22 ottobre 2015. URL consultato il 22 ottobre 2015 (archiviato il 22 ottobre 2015).
139. 1 2  (EN) Legendary Digital Studios Partners with Square Enix and dj2 to Adapt Award Winning Episodic Videogame Life Is Strange into Digital Series, in Legendary Entertainment, 27 luglio 2016. URL consultato il 30 luglio 2016 (archiviato il 1º giugno 2017).
140. ↑  (EN) Stephen Loftus, XBOUK's Top 20 Games For Under £20, su Xbox One UK, 25 aprile 2017 (archiviato dall'url originale il 1º giugno 2017).
141. ↑  (EN) Taro, Yoko, Discover the Creators: Yoko Taro's Favorite PS4 Games, su PlayStation Blog, 11 luglio 2017 (archiviato l'11 luglio 2017).
142. ↑  (EN) Allegra Frank, Polygon's 2015 Games of the Year #7: Life is Strange, su Polygon. URL consultato il 29 giugno 2018 (archiviato il 22 dicembre 2015).
143. ↑  (EN) Kevin VanOrd, Life is Strange, Episode One Review, in GameSpot, 29 gennaio 2015. URL consultato il 30 ottobre 2015 (archiviato il 24 ottobre 2015).
144. ↑  (EN) Brett Makedonski, Review: Life is Strange: Chrysalis, in Destructoid, 29 gennaio 2015. URL consultato il 30 ottobre 2015 (archiviato l'8 novembre 2015).
145. ↑  (EN) Mitch Dyer, Life is Strange: Episode 1 Review, in IGN, 2 febbraio 2015. URL consultato il 30 ottobre 2015 (archiviato il 25 ottobre 2015).
146. ↑  (EN) Megan Farokhmanesh e Colin Campbell, Life is Strange: Episode Two – Out of Time review: stand by me, in Polygon, 25 marzo 2015. URL consultato il 30 ottobre 2015 (archiviato il 26 dicembre 2015).
147. ↑  (EN) Alexa Ray Corriea, Life is Strange, Episode Two Review, in GameSpot, 26 marzo 2015. URL consultato il 30 ottobre 2015 (archiviato il 16 ottobre 2015).
148. ↑  (EN) Mitch Dyer, Life is Strange: Episode 2 Review, in IGN, 24 marzo 2015. URL consultato il 30 ottobre 2015 (archiviato il 30 ottobre 2015).
149. ↑  (EN) Mike Williams, Life is Strange, Episode 2 PS4 Review: The Magical and The Mundane, in USgamer, 27 marzo 2015. URL consultato il 30 ottobre 2015 (archiviato dall'url originale il 17 novembre 2015).
150. ↑  (EN) Adnan Riaz, Review: Life Is Strange Episode 3: Chaos Theory, in Hardcore Gamer, 22 maggio 2015. URL consultato il 30 ottobre 2015 (archiviato dall'url originale il 17 novembre 2015).
151. ↑  (EN) Alexa Ray Corriea, Life is Strange, Episode Three Review, in GameSpot, 20 maggio 2015. URL consultato il 31 ottobre 2015 (archiviato il 2 novembre 2015).
152. ↑  (EN) Megan Farokhmanesh e Colin Campbell, Life is Strange: Episode Three – Chaos Theory review: echo chamber, in Polygon, 1º giugno 2015. URL consultato il 31 ottobre 2015 (archiviato il 18 ottobre 2015).
153. ↑  (EN) Matt Liebl, Life is Strange Episode 4: Dark Room Review, in GameZone, 30 luglio 2015. URL consultato il 31 ottobre 2015 (archiviato il 23 ottobre 2015).
154. ↑  (EN) Tom Hoggins, Life is Strange, Episode 4, The Dark Room: 'Precariously balanced', in The Telegraph, 11 agosto 2015. URL consultato il 31 ottobre 2015 (archiviato il 15 ottobre 2015).
155. ↑  (EN) Mitch Dyer, Life Is Strange – Episode 4: Dark Room Review, in IGN, 30 luglio 2015. URL consultato il 31 ottobre 2015 (archiviato il 2 novembre 2015).
156. ↑  (EN) Alexa Ray Corriea, Life is Strange, Episode Four Review, in GameSpot, 28 luglio 2015. URL consultato il 31 ottobre 2015 (archiviato il 28 ottobre 2015).
157. ↑  (EN) Jessica Lachenal, Review: Life Is Strange Episode 5: "Polarized" AKA Let's Have a Feels Trip, in The Mary Sue, 21 ottobre 2015. URL consultato il 31 ottobre 2015 (archiviato dall'url originale il 24 ottobre 2015).
158. ↑  (EN) Mitch Dyer, Life Is Strange – Episode 5: Polarized Review, in IGN, 21 ottobre 2015. URL consultato il 31 ottobre 2015 (archiviato il 4 novembre 2015).
159. ↑  (EN) Mike Williams, Life is Strange Episode 5 PS4 Review: Time to Let Things Go, in USgamer, 23 ottobre 2015. URL consultato il 31 ottobre 2015 (archiviato dall'url originale il 27 ottobre 2015).
160. ↑  (EN) Megan Farokhmanesh e Colin Campbell, Life is Strange: Episode Five – Polarized review, in Polygon, 21 ottobre 2015. URL consultato il 31 ottobre 2015 (archiviato il 29 ottobre 2015).
161. ↑  (EN) Ashley Reed, Life is Strange review, in GamesRadar, 22 ottobre 2015. URL consultato il 31 ottobre 2015 (archiviato il 18 ottobre 2015).
162. ↑  (EN) Patricia Hernandez, Life is Strange's Ending Is A Hot Mess, in Kotaku, 23 ottobre 2015. URL consultato il 31 ottobre 2015 (archiviato il 30 ottobre 2015).
163. ↑  (EN) James Batchelor, Develop Awards 2015: The winners revealed, su develop-online.net, Develop, 15 luglio 2015. URL consultato il 16 luglio 2015 (archiviato il 16 luglio 2015).
164. ↑  (EN) Life Is Strange on Twitter, su twitter.com, Twitter, 9 dicembre 2015. URL consultato il 9 dicembre 2015 (archiviato il 24 febbraio 2016).
165. ↑  (EN) Golden Joystick Awards 2015, su twitch.tv, Twitch.tv, 30 ottobre 2015. URL consultato il 3 novembre 2015 (archiviato dall'url originale il 2 novembre 2015).
166. ↑  (EN) Life Is Strange – Episode 1, su game-debate.com, Game Debate. URL consultato il 26 novembre 2015 (archiviato il 27 novembre 2015).
167. ↑  (EN) Emad Ahmed, The top ten best videogames of 2015, su newstatesman.com, New Statesman, 31 dicembre 2015. URL consultato il 2 gennaio 2016 (archiviato il 1º gennaio 2016).
168. ↑  (EN) Witcher 3 wins Game of the Year at 16th annual Game Developers Choice Awards, su gdconf.com, GDC, 16 marzo 2016. URL consultato il 17 marzo 2016 (archiviato il 19 marzo 2016).
169. ↑  (EN) Alex Wawro, Life Is Strange leads this year's Games For Change award winners, su gamasutra.com, Gamasutra, 24 giugno 2016. URL consultato il 24 giugno 2016 (archiviato il 25 giugno 2016).
170. ↑  (EN) Chris Kerr, Life is Strange leads Games for Change Awards noms, su gamasutra.com, Gamasutra, 2 giugno 2016. URL consultato il 2 giugno 2016 (archiviato il 3 giugno 2016).
171. ↑  (EN) Game Designers Award 2016 (PDF), su CESA, 15 settembre 2016. URL consultato il 28 settembre 2016 (archiviato dall'url originale il 14 ottobre 2016).
172. ↑  (EN) Peabody Awards and Facebook Launch New Futures of Media Award, su peabodyawards.com, Peabody Awards. URL consultato il 6 maggio 2016 (archiviato l'8 maggio 2016).
173. ↑  (EN) Rajitha Ratnam, Life Is Strange™ wins Game of the Year in Apple’s Best of 2016, su Develop, NewBay Media, 8 dicembre 2016 (archiviato dall'url originale il 20 dicembre 2016).
174. 1 2  (EN) Christopher Dring, How Life is Strange changed Dontnod, su MCV, 25 ottobre 2016. URL consultato il 25 ottobre 2016 (archiviato il 22 maggio 2021).
175. ↑  (EN) Adam Smith, Give me a hella yeah: more Life is Strange coming, su Rock, Paper, Shotgun, 18 maggio 2017 (archiviato il 18 maggio 2017).
176. ↑  (EN) Ray Porreca, A new Life is Strange game is in the works, su Destructoid, ModernMethod, 18 maggio 2017 (archiviato il 1º giugno 2017).
177. 1 2  (EN) Megan Farokhmanesh, Life is Strange's second season would star a new cast (if it happened), su Polygon, Vox Media, 24 giugno 2015 (archiviato il 1º dicembre 2016).
178. ↑  (EN) Tom Phillips, Life is Strange 2's first episode has a release date, su Eurogamer, 22 giugno 2018. URL consultato il 25 giugno 2018 (archiviato il 22 giugno 2018).
179. ↑  (EN) Jason Schreier, Images Of Apparent Life Is Strange Prequel Pop Up, su Kotaku, Univision Communications, 2 giugno 2017 (archiviato il 1º giugno 2017).
180. ↑  (EN) Megan Farokhmanesh, New Life is Strange game, The Awesome Adventures of Captain Spirit, coming June 26th, su The Verge, 10 giugno 2018. URL consultato il 10 giugno 2018 (archiviato il 10 giugno 2018).
181. ↑  (EN) Nick Summers, 'Life is Strange' returns with 'The Awesome Adventures of Captain Spirit', su Engadget, 10 giugno 2018. URL consultato il 10 giugno 2018 (archiviato il 10 giugno 2018).
182. ↑  (EN) Ben Kuchera, The Awesome Adventures of Captain Spirit is a ‘100 percent free’ game in the Life is Strange universe, su Polygon, 10 giugno 2018. URL consultato il 10 giugno 2018 (archiviato il 10 giugno 2018).
183. ↑  (EN) Borys Kit, Legendary Tackling Adaptation of 'Life Is Strange' Video Game (Exclusive), in The Hollywood Reporter, 27 luglio 2016. URL consultato il 27 luglio 2016 (archiviato il 28 luglio 2016).
184. 1 2   Edy Bernardini, Life is Strange: confermata la serie digitale, su Eurogamer, 27 luglio 2016. URL consultato il 25 giugno 2018 (archiviato il 26 giugno 2018).
185. ↑  (EN) Kevin Knezevic, Life Is Strange Comic Series Announced, su GameSpot, 29 marzo 2018 (archiviato il 30 marzo 2018).
186. ↑   Stefan Tiron, Life Is Strange: annunciata la serie di fumetti, su Eurogamer, 30 marzo 2018. URL consultato il 25 giugno 2018 (archiviato il 26 giugno 2018).
187. ↑  (EN) Tom Phillips, Life is Strange official comic continues one of the game's endings, su Eurogamer, 3 maggio 2018 (archiviato il 3 maggio 2018).
188. ↑  (EN) Jordan Oloman, LIFE IS STRANGE COMIC CONTINUES BEYOND ONE OF THE ORIGINAL GAME'S ENDINGS, su IGN, 3 maggio 2018. URL consultato il 25 giugno 2018 (archiviato il 26 giugno 2018).
189. ↑  (EN) Dion Dassanayake, Life is Strange - New comic returns to Arcadia Bay and reveals MORE about that ending, su Daily Express, 3 maggio 2018. URL consultato il 25 giugno 2018 (archiviato il 26 giugno 2018).
190. ↑   Titan Comics, Life Is Strange Collection, su Amazon.com. URL consultato il 25 giugno 2018 (archiviato il 23 settembre 2018).
191. ↑  (EN) Jenny, Life Is Strange Comic’s First Issue Arrives In November 2018, su siliconera.com, 20 luglio 2018. URL consultato il 21 luglio 2018 (archiviato il 21 luglio 2018).
192. ↑  (EN) Allegra Frank, Life is Strange sequel comic illustrates fans’ dream reunion, su Polygon, 23 ottobre 2018. URL consultato il 29 ottobre 2018 (archiviato il 28 ottobre 2018).